# Varón de dolores (Durero)
El Varón de dolores, llamado a veces Ecce Homo, es una pintura del pintor alemán Alberto Durero realizada en 1493 y conservada en el Staatliche Kunsthalle de Karlsruhe, Alemania.

## Historia
El Varón de dolores en la iconografía cristiana se refiere al aspecto físico de Jesucristo entre el momento de la crucifixión y la de su resurrección. La expresión deriva de un versículo del Libro de Isaías (Is 53: 3) «despreciado y rechazado por los hombres, varón de dolores que bien conoce el sufrir...» La palabra "dolor" es siempre plural : אִישׁ מַכְאֹבוֹת (ish makh'ovot) en la Biblia hebrea y vir dolorum en la Vulgata. El Varón de dolores se refiere a los Cánticos del Siervo de Isaías.
El tema del Ecce Homo, que es cercano, fue también tratado por Durero en diversos grabados, entre ellos los de la serie de la Gran Pasión (conservada en la Albertina de Viena) y de la Pequeña Pasión (en el Museo Británico).
En sus últimos años, Durero se representó como "Varón de dolores" en el autorretrato de la Galería de arte de Bremen.

## Descripción
Enmarcado por un fondo dorado gotizante, Jesús sangra profusamente por sus heridas después de ser azotado y burlado por los soldados, y sostiene contra la rodilla doblada los instrumentos utilizados para el tormento: un látigo de tres nudos y un manojo de ramas de abedul, mientras con gesto dolorido apoya en la mano la cabeza, con una gran corona de espinas. La otra mano cuelga exangüe en la repisa inferior. El rostro muestra gran realismo, y mira al espectador con resignación ante su destino.
Este pequeño panel devocional fue identificado como un Durero en 1941, y aunque sin firmar, es ampliamente aceptado como obra juvenil del artista.

## El Varón de dolores y el Ecce Homo de Alberto Durero

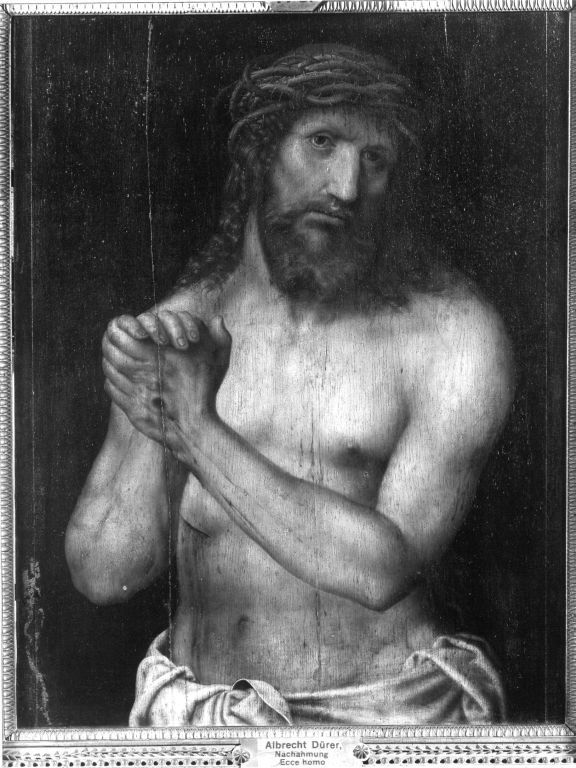
Ecce Homo, colección bávara de pintura estatal.
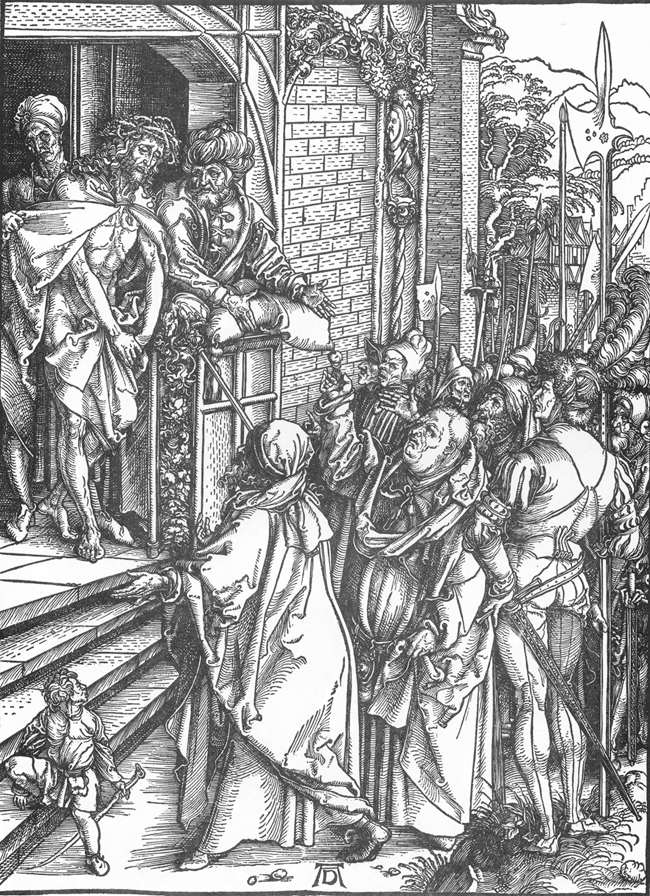
Ecce Homo, Gran Pasión, 1499, Albertina de Viena.
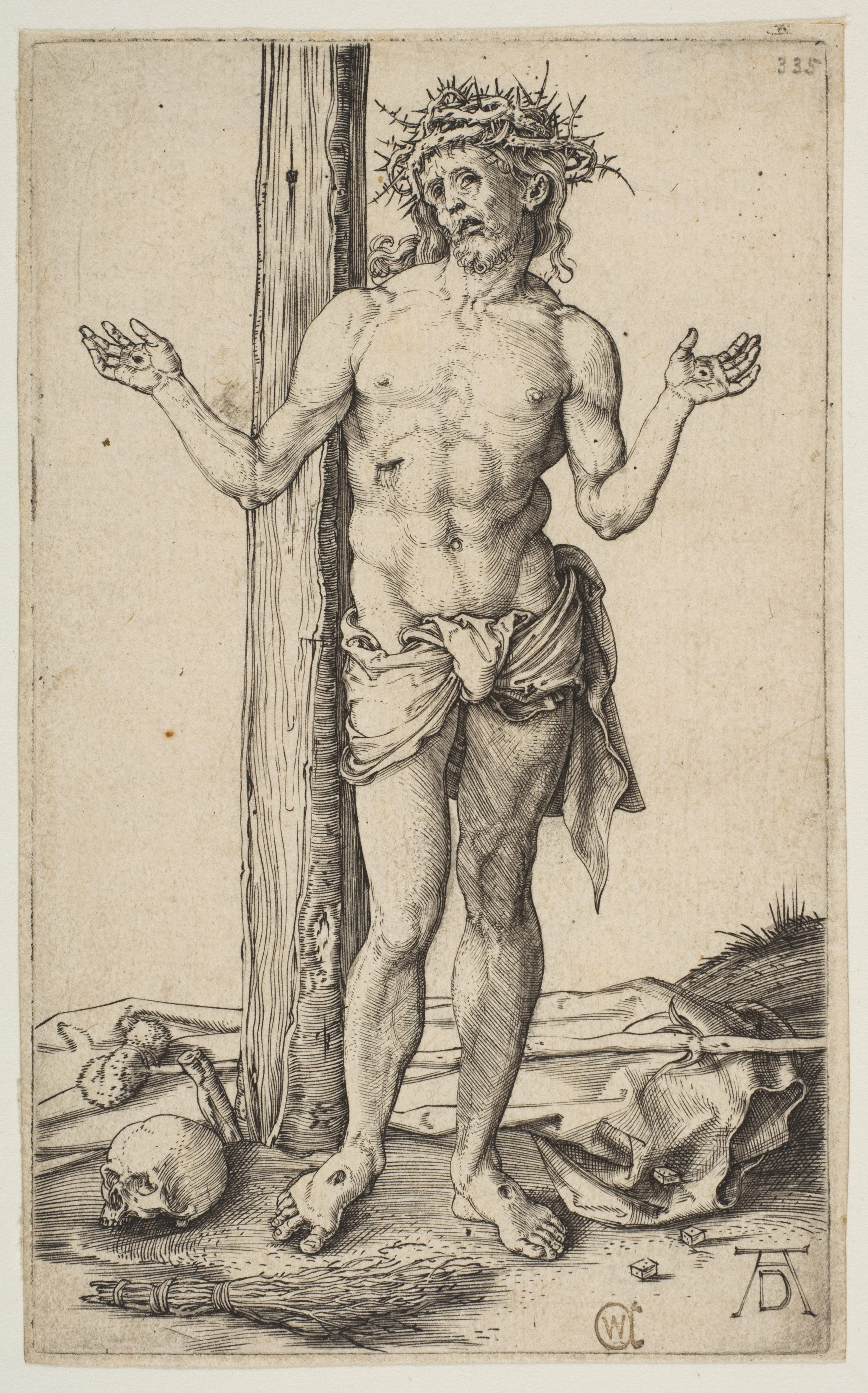
Varón de dolores con los brazos abiertos, 1500, Museo Metropolitano de Arte de Nueva York.
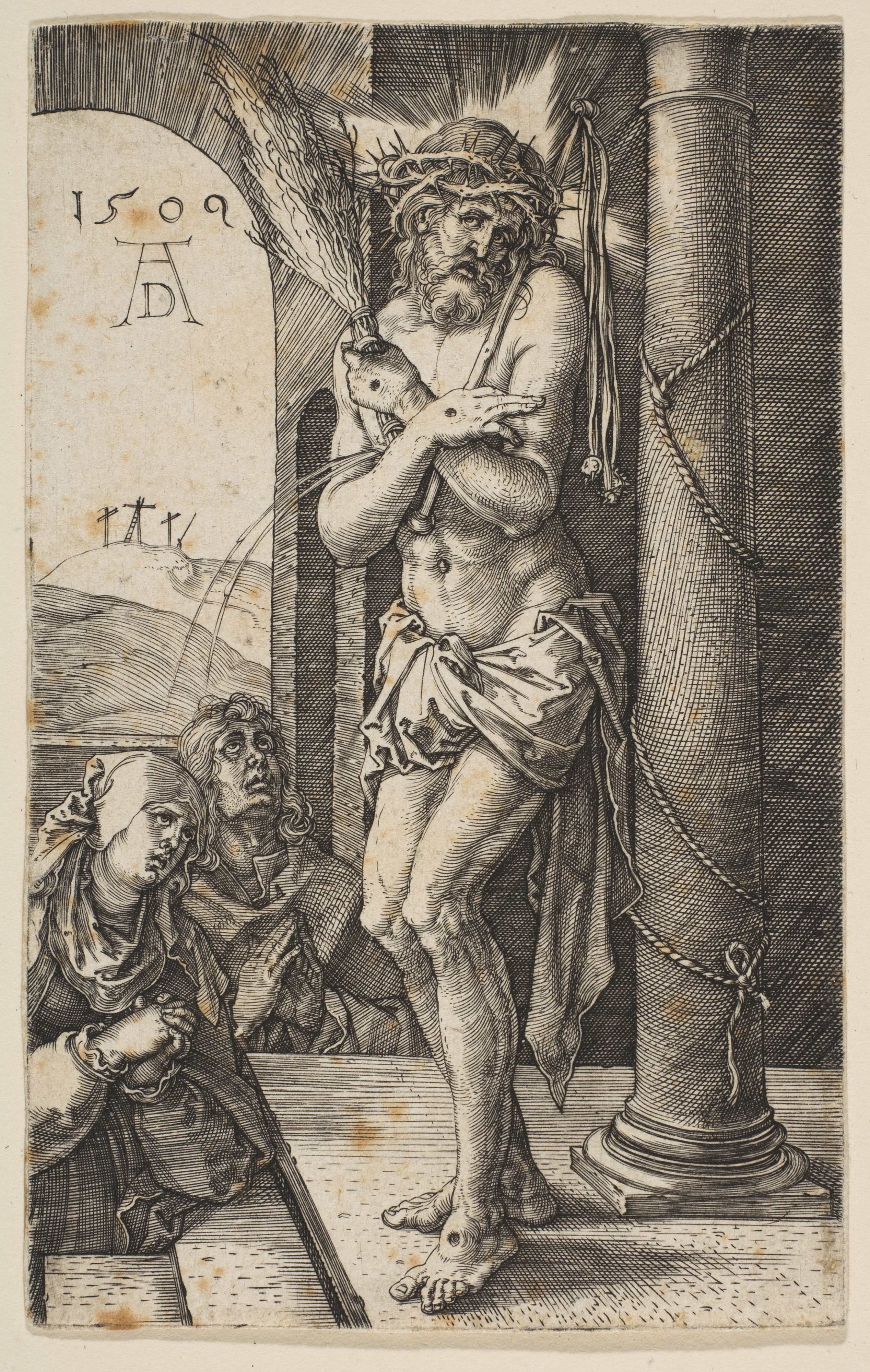
Varón de dolores, Pasión, 1509, Museo Metropolitano de Arte de Nueva York.
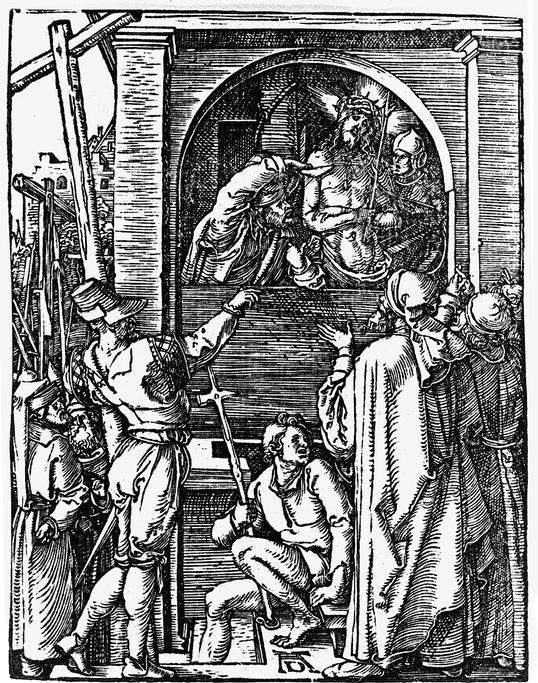
Ecce Homo, Pequeña Pasión, 1511.
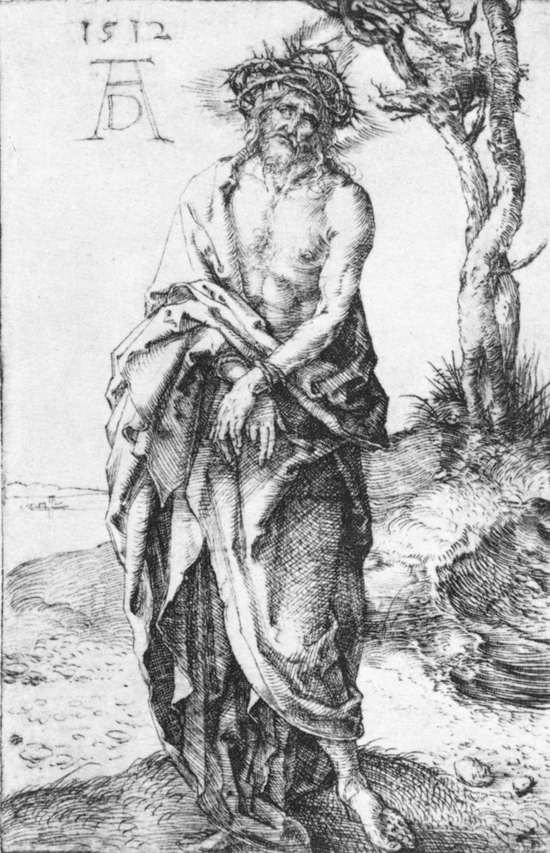
Varón de dolores con las manos atadas, 1512, Albertina de Viena.
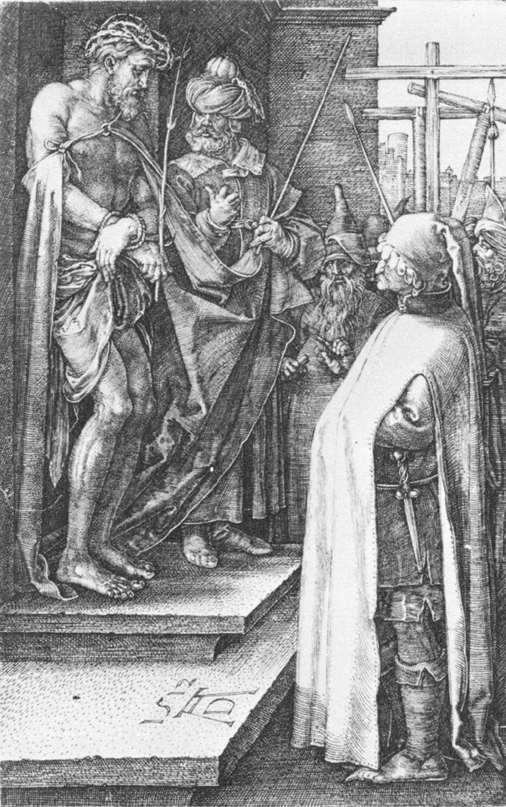
Ecce Homo, 1512, Museo de Arte de la Universidad de Princeton.
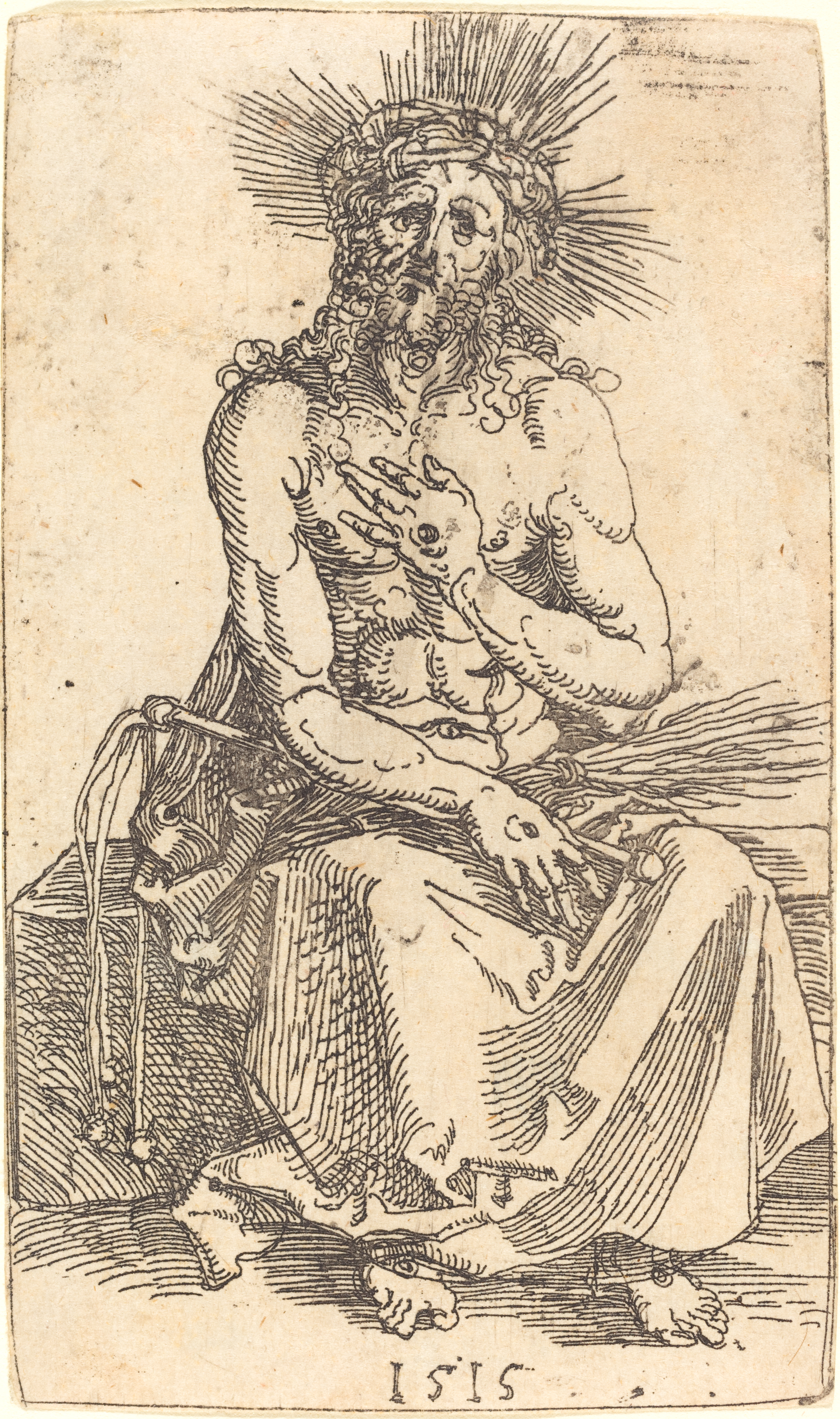
Varón de dolores sentado, 1515, Galería Nacional de Arte de Washington.
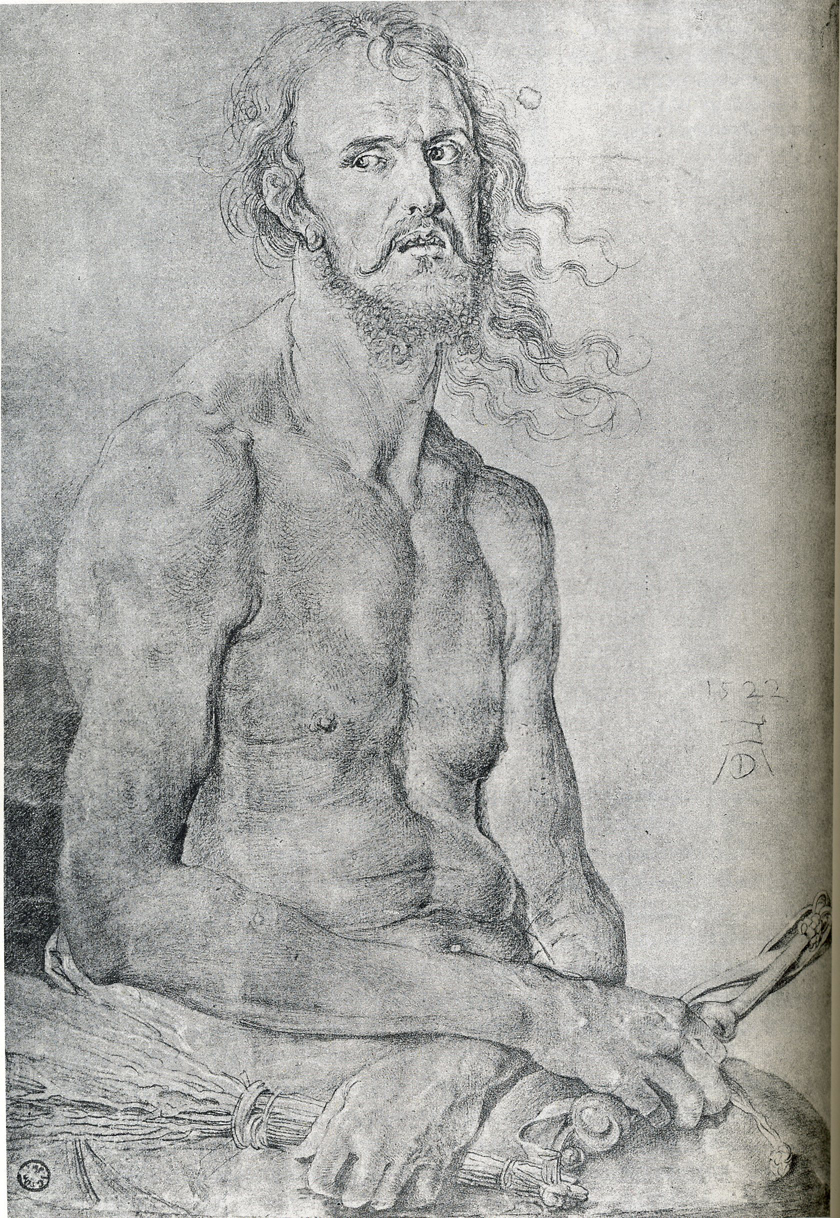
Autorretrato como Varón de dolores, 1522, Kunsthalle de Bremen.